# História militar de Cuba
A história militar de Cuba é um aspecto da história de Cuba que abrange centenas de anos e abrange as ações armadas da Capitania-Geral de Cuba enquanto fazia parte do Império Espanhol e das repúblicas cubanas que a sucederam.
Do século XVI ao XVIII, companhias de milícias organizadas constituíam a maior parte das forças armadas de Cuba. Essas forças ajudaram a manter a integridade territorial da Cuba espanhola e, mais tarde, auxiliaram o Exército Espanhol em sua ação expedicionária pela América do Norte. Essas forças foram posteriormente suplantadas por tropas regulares espanholas no século XIX, com Cuba sendo usada como uma importante base de operações da Espanha durante as guerras de independência hispano-americanas.
A segunda metade do século XIX viu três guerras de independência de Cuba contra o governo colonial espanhol. O conflito final pela independência evoluiu para a Guerra Hispano-Americana e resultou na ocupação americana de Cuba de 1898 a 1902.
Após a Revolução Cubana em 1959 e a tomada do poder por Fidel Castro, Cuba se envolveu em vários conflitos da Guerra Fria na África e no Oriente Médio, onde apoiou governos marxistas e lutou contra representantes ocidentais. A Cuba de Castro tinha cerca de 39.000 a 40.000 militares no exterior no final da década de 1970, com a maior parte das forças na África Subsaariana, mas com cerca de 1.365 estacionados no Oriente Médio e no Norte da África. As forças cubanas na  África eram principalmente negras e mulatas (miscigenação de espanhóis e africanos). A perda de subsídios do Leste Europeu no final da Guerra Fria, com o imediato Período Especial, enfraqueceu as Forças Armadas Revolucionárias Cubanas.

## Séculos XVI e XVII
Devido à sua localização estratégica ao longo da rota comercial Europa-América, a Cuba espanhola serviu como uma porta de entrada crucial para o Caribe. Consequentemente, Cuba enfrentou ataques dos principais rivais coloniais da Espanha para tomar esta "porta de entrada", com tentativas de tomada de controle se intensificando a partir de meados do século XVI. Além de outros rivais coloniais, o litoral relativamente indefeso também levou corsários e piratas a atacar a colônia.
Os territórios espanhóis no Caribe, incluindo Cuba, dependiam de indivíduos privados para preservar a paz interna e defender a integridade territorial da colônia. Esses indivíduos inicialmente vieram de exércitos de conquistadores com financiamento privado, seguidos por organizações de tropas voluntárias e companhias de milícias organizadas localmente entre os colonos no final do século XVI. Reconhecendo o papel vital desempenhado pelas milícias civis voluntárias na salvaguarda das suas colónias, as autoridades espanholas em Cuba esforçaram-se por garantir aos colonos brancos livres e à população negra e multirracial livre o direito de portar armas. As primeiras companhias de milícias formais foram organizadas em 1586, em resposta à ameaça contra os corsários ingleses. Do século XVI ao final do século XVIII, as milícias civis organizadas constituíram a maior parte da força de combate do Império Espanhol em Cuba, com o número de companhias de milícias permanentes em Cuba tendo aumentado no final do século XVII para corresponder ao número de ataques à colônia.

### Resistência taína contra o domínio colonial espanhol

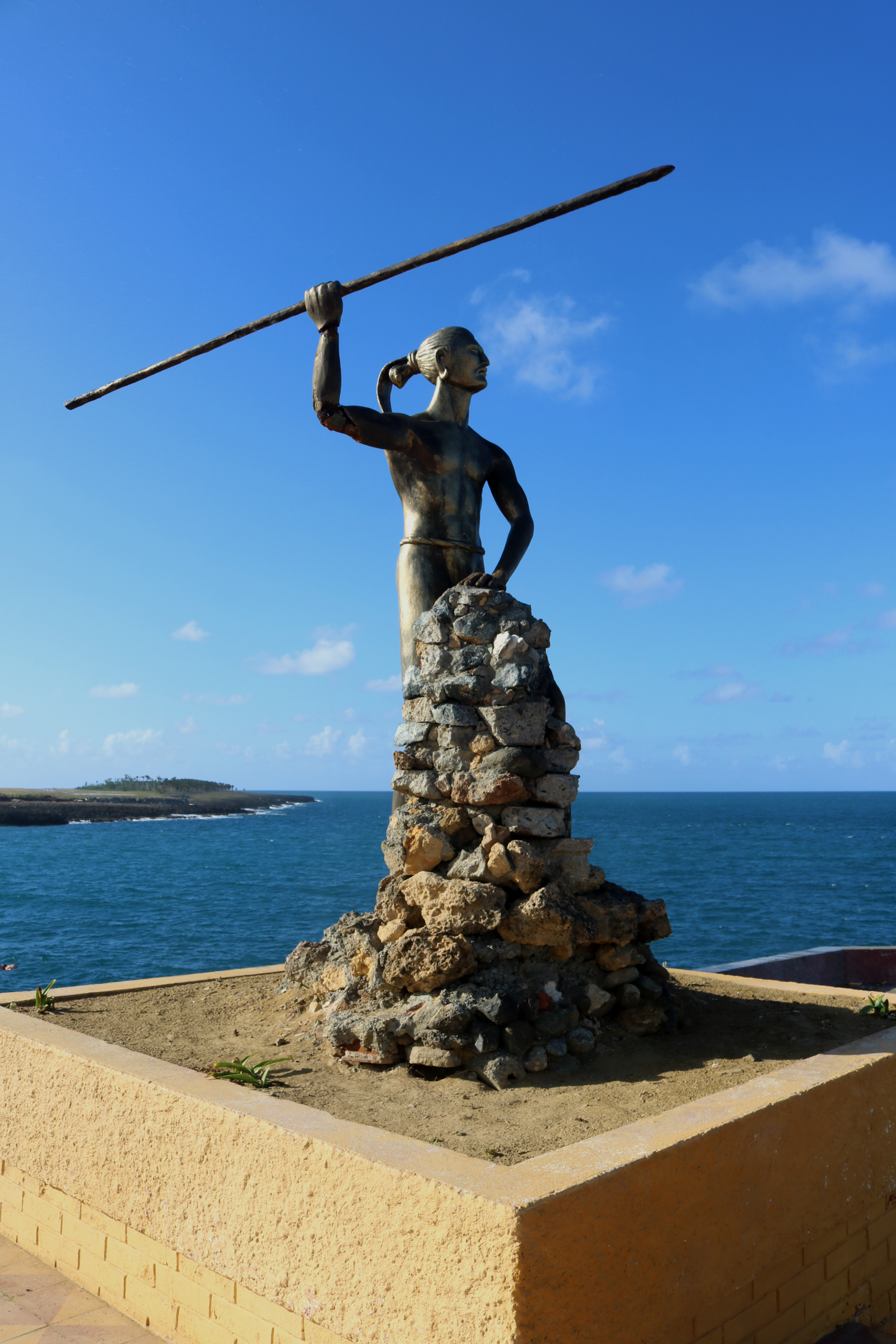
Uma estátua de Hatuey, um cacique taíno que lutou contra o domínio espanhol, em Baracoa, Cuba.

Vários caciques taínos lideraram movimentos de resistência contra o domínio colonial espanhol no início do século XVI. A primeira grande resistência taína no Caribe contra o domínio espanhol culminou em Cuba depois que Hatuey, um cacique que liderou uma revolta em Hispaniola desde 1502, expandiu seus esforços para Cuba. Em 1511, ele e 400 seguidores partiram para Cuba de canoa, buscando reunir os taínos da ilha contra os espanhóis. Hatuey liderou uma campanha de guerrilha que manteve os espanhóis confinados em seu forte em Baracoa por três meses antes de serem dominados por uma contra-ofensiva espanhola. Hatuey foi capturado e executado em fevereiro de 1512. Outras resistências taínas notáveis incluem uma liderada por Guamá na década de 1530.

### Guerras Italianas
Durante as Guerras Italianas, a rivalidade franco-habsburgo se estendeu ao Caribe, onde corsários franceses incursionaram assentamentos cubanos espanhóis.

#### Guerra Italiana de 1536–1538
Após o início das hostilidades entre a França e a Espanha em 1536, Francisco I, rei da França, rapidamente enviou corsários para interceptar os navios espanhóis. Entretanto, interceptar a frota do tesouro espanhola em mar aberto provou ser incrivelmente difícil. Como resultado, Havana se tornou um alvo, pois servia como um centro fixo onde os espanhóis armazenavam seu ouro antes da partida dos comboios. Acreditando que um ataque estrangeiro também era improvável, a cidade também não tinha defesas significativas.
O primeiro ataque corsário a Havana ocorreu em março de 1537, quando um navio francês entrou no porto de Havana em uma missão de reconhecimento antes de navegar para o oeste. Três navios espanhóis no porto perseguiram e alcançaram o corsário, mas uma mudança repentina no vento os fez encalharem. Percebendo que Havana estava indefesa, os franceses retornaram, apreenderam a carga deixada pelos navios espanhóis e incendiaram vários edifícios. Os ataques dos corsários franceses continuaram no ano seguinte, visando Santiago de Cuba e Havana. Uma caravela espanhola repeliu o ataque a Santiago de Cuba, enquanto o ataque sem oposição a Havana rendeu pouco, já que os colonos mal se recuperaram do ataque anterior.
As hostilidades entre França e Espanha recomeçaram em 1552, com o Caribe emergindo como um grande teatro para o conflito europeu, à medida que esquadrões da Marinha Real Francesa avançavam para o Caribe espanhol. Embora os esforços navais franceses inicialmente visassem as frotas do tesouro espanholas no Atlântico, a sua falta de sucesso levou-os a redirecionarem-se para oeste em busca de pilhagens nas Caraíbas.

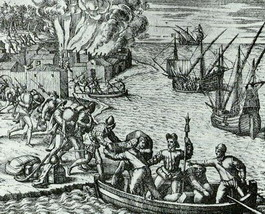
O saque de Havana em 1555 pelo corsário francês Jacques de Sores.

Muitas das cidades atacadas pelos corsários franceses em Cuba tinham menos de 500 residentes permanentes. Os ataques corsários mais notáveis a Cuba durante o conflito incluem a destruição de Santiago de Cuba por François Le Clerc em 1554 e o ataque de Jacques de Sores a Havana em 1555. Sores tomou uma Havana mal-defendida, desembarcando com aproximadamente 200 homens armados. Após uma disputa com o governo local, Sores matou vários cativos e escravizou africanos antes de incendiar a cidade e partir com uma pequena quantidade de tesouro extorquido dos colonos havaneses.

### Guerra Anglo-Espanhola (1585–1604)
A Guerra Anglo-Espanhola (1585-1604) foi uma guerra intermitente não-declarada entre a Inglaterra e a Espanha, marcada por confrontos navais e campanhas militares na Europa e na América, incluindo o bloqueio de Cuba Ocidental por corsários ingleses em 1591. Em março de 1596, ocorreu um confronto naval em águas cubanas entre forças espanholas e inglesas, onde um esquadrão de 13 galeões espanhóis interceptou um esquadrão inglês de 14 navios que reabasteciam na Isla de la Juventud, em Cuba. Como resultado dessa batalha, a esquadra espanhola capturou um navio inglês com 300 marinheiros, e seus cativos foram forçados a trabalhar nas estruturas defensivas de Havana.
Em agosto de 1603, dois navios ingleses incursionaram Santiago de Cuba e capturaram dois prêmios espanhóis no Velho Canal das Bahamas, ao norte de Cuba.

### Guerra dos Sete Anos
A Guerra dos Oitenta Anos foi um conflito intermitente entre os rebeldes dos Países Baixos Espanhóis (mais tarde República Holandesa) e o Império Espanhol. Em 1628, a Companhia Holandesa das Índias Ocidentais enviou uma frota de 30 navios, comandada por Piet Pieterszoon Hein, para capturar as frotas do tesouro espanholas. Tendo tomado conhecimento da frota holandesa, a frota do tesouro inicialmente permaneceu nos portos de Cartagena e Veracruz. No entanto, a frota do tesouro partiu mais tarde, depois das autoridades espanholas terem confundido o movimento de alguns navios holandeses de volta à Europa com toda a frota de Hein. A frota de Hein esperou perto de Havana pela chegada da frota do tesouro, já que os navios da América do Sul e do México normalmente se encontravam naquela cidade antes de cruzar o Oceano Atlântico.

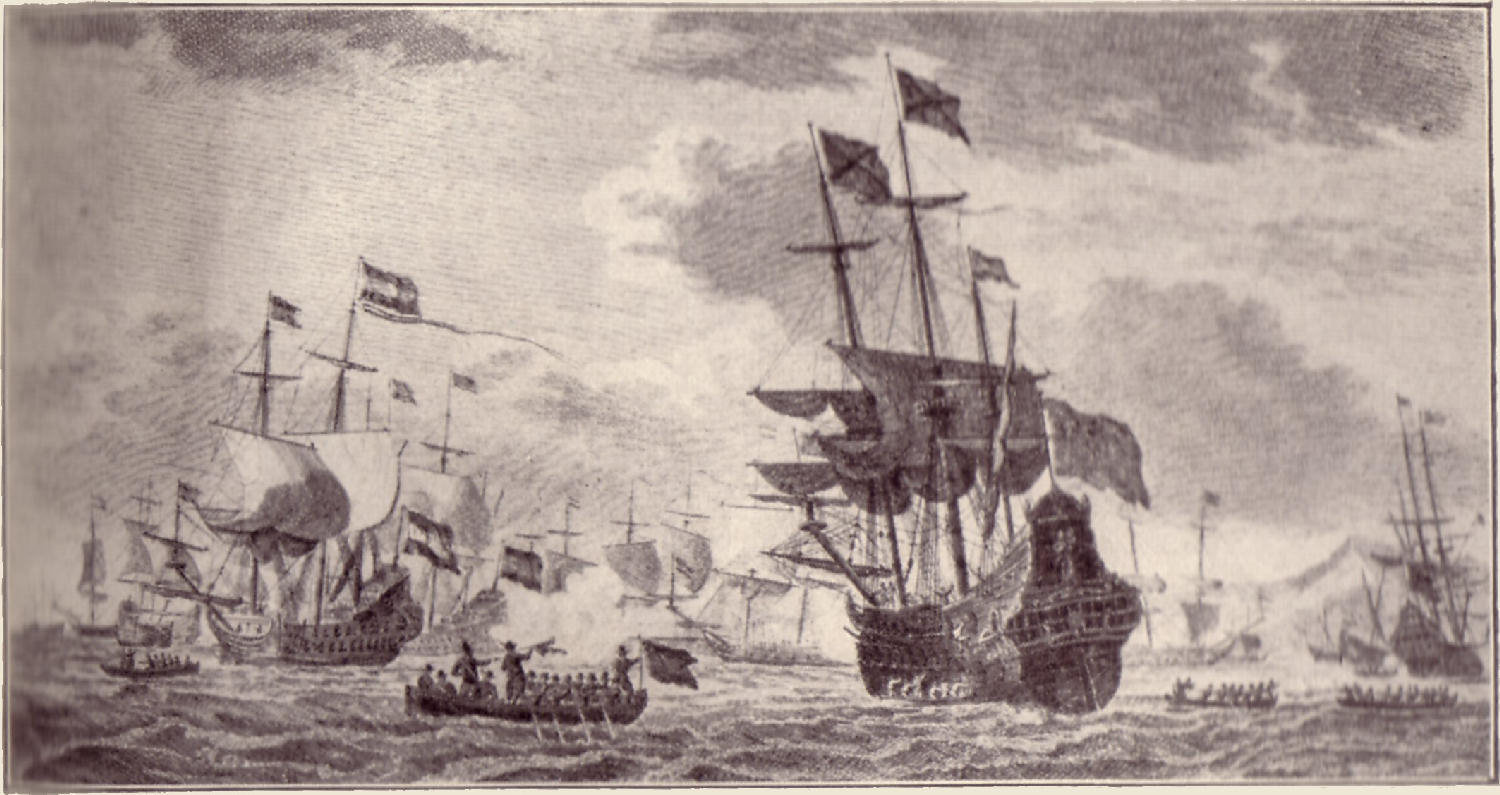
Representação da captura holandesa da frota do tesouro espanhola durante a Batalha da Baía de Matanzas.

A frota do tesouro foi interceptada em 8 de setembro na Batalha da Baía de Matanzas. Os galeões espanhóis que escoltavam a frota abandonaram os navios mercantes e buscaram refúgio na baía de Matanzas. Entretanto, todos os quatro galeões encalharam porque estavam muito carregados com carga e passageiros, e foram forçados a se render. Os holandeses apreenderam mais de 90 toneladas de ouro e prata, avaliadas em 11,5 milhões de florins. O incidente foi a única vez em que a carga de uma frota inteira de tesouros foi levada. Outra tentativa de capturar a frota de tesouros espanhola foi feita na costa de Cabañas em 1638, mas terminou em fracasso.

## Século XVIII
O sistema de milícias de Cuba expandiu-se durante o século XVIII, passando de uma companhia em 1600 para três batalhões completos e 16 companhias separadas em 1770. Várias unidades de milícias cubanas participaram de campanhas militares além dos limites de Cuba durante o século XVIII.
Batalhões de trabalhadores auxiliares compostos por escravos negros também foram formados para reforçar as forças cubanas. Inicialmente, os escravos eram recrutados apenas para trabalhos de construção, embora em 1765, alguns escravos selecionados também fossem recrutados para o corpo de artilharia.

### Guerra da Orelha de Jenkins
A Guerra da Orelha de Jenkins foi um conflito entre britânicos e espanhóis e foi a primeira grande guerra europeia a ser travada expressamente por objetivos caribenhos, com ambas as potências coloniais buscando proteger suas rotas comerciais no Caribe. No início do conflito, as forças britânicas na Jamaica concentraram os seus ataques na costa espanhola em vez de Cuba, uma vez que Havana estava muito longe da Jamaica, a barlavento, para atacar rapidamente e regressar no menor tempo possível. Embora a esquadra espanhola de Havana tenha sido reforçada no início do conflito, a considerável força britânica nas Caraíbas forçou os espanhóis a manterem uma postura defensiva na região.

Mapa de um acampamento britânico na Baía de Guantánamo, logo após as forças britânicas tomarem a área em 1741.

Em julho de 1741, as forças britânicas tomaram a Baía de Guantánamo sem grande oposição, em preparação para o seu ataque a Santiago de Cuba. As tentativas britânicas de invadir Cuba a partir da baía falharam e as suas forças foram retiradas de Guantánamo em dezembro. A situação militar da Espanha no Caribe melhorou, uma vez que os ataques britânicos fracassados a Guantánamo e ao Panamá enfraqueceram efetivamente a posição britânica na região, e a subsunção do conflito na Guerra da Sucessão Austríaca mudou o foco britânico para a Europa. De 1741 a 1748, a principal responsabilidade da esquadra de Havana era a proteção da frota do tesouro espanhola que navegava de Havana, sendo a defesa da costa cubana e o assédio por corsários e comerciantes ilícitos britânicos uma preocupação secundária. Embora a esquadra de Havana raramente tenha deixado seu porto depois de 1741, ela efetivamente se tornou uma frota em potencial, ameaçando os comboios britânicos no Estreito da Flórida e impedindo quaisquer operações ofensivas potenciais contra a colônia francesa de Saint-Domingue.

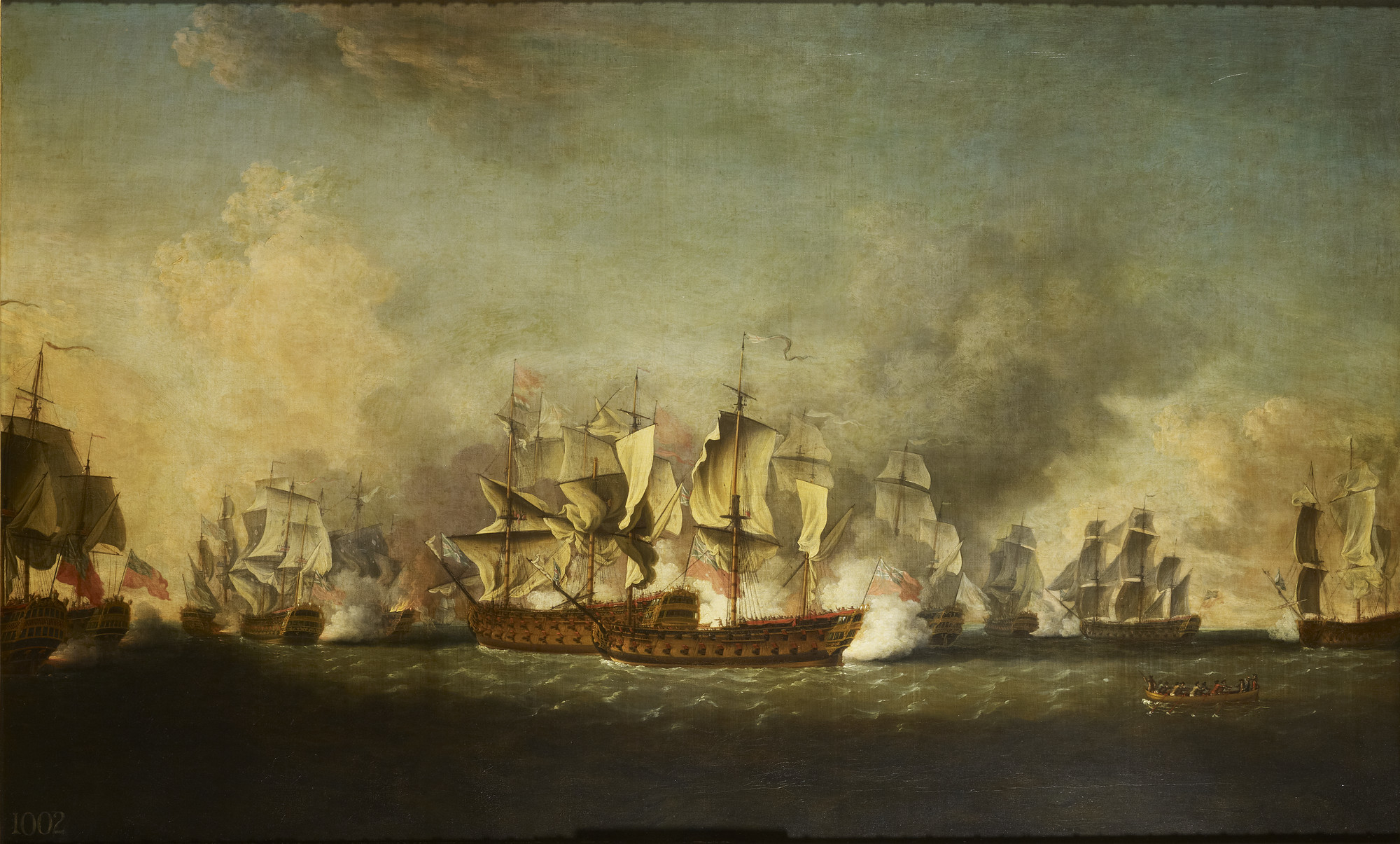
Os esquadrões caribenhos espanhóis e britânicos se enfrentam durante a batalha de Havana em 1748.

O esquadrão britânico na Jamaica retomou suas operações ofensivas logo após a chegada de Sir Charles Knowles em janeiro de 1748. Seu esquadrão atacou Santiago de Cuba em abril de 1748, mas se retirou após enfrentar alguma resistência. Antecipando a partida dos navios do tesouro  espanhóis de Veracruz para Havana, Knowles mobilizou todas as forças disponíveis na Jamaica para capturar esses navios. O comandante da esquadra de Havana, Andrés Reggio, navegou inicialmente para interceptá-los, mas depois ordenou o retorno ao porto devido à superioridade numérica do inimigo. No retorno, o esquadrão de Havana encontrou um comboio britânico e iniciou uma perseguição, embora uma escolta britânica tenha se separado do comboio para alertar Knowles sobre sua localização. Em 12 de outubro, perto de Havana, os esquadrões espanhol e britânico entraram em confronto até que os espanhóis foram obrigados a se retirar. As forças britânicas perseguiram o navio-almirante do esquadrão de Havana até 15 de outubro, quando os britânicos ancoraram nos arredores do Porto de Havana. No dia seguinte, as autoridades espanholas notificaram Knowles de um acordo de paz preliminar entre a Grã-Bretanha e a Espanha, e que todas as hostilidades deveriam cessar imediatamente.

### Guerra dos Dez Anos

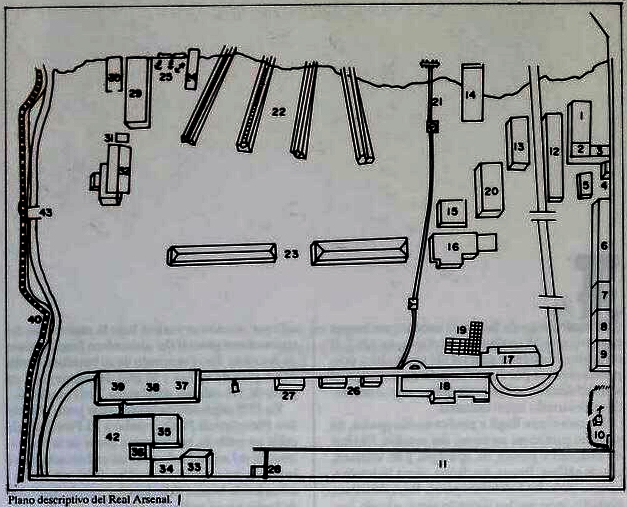
Diagrama do Estaleiro Real de Havana, c. 1760. O estaleiro e outras infraestruturas militares vitais em Cuba fizeram dele um alvo de ataque durante a Guerra Anglo-Espanhola de 1762-1763.

Em agosto de 1761, a Espanha e a França firmaram o Terceiro Pacto da Família Bourbon, onde a primeira concordou em entrar na Guerra dos Sete Anos ao lado da segunda até maio de 1762. A guerra entre britânicos e espanhóis começou em janeiro de 1762, quando a Espanha desconsiderou um ultimato britânico para abandonar seu compromisso com o Pacto Bourbon. Enfrentando a pressão financeira da guerra em curso com a França e o apoio à Prússia, os britânicos reconheceram a impraticabilidade de um conflito prolongado com o Império Espanhol e, em vez disso, optaram por capturar Havana em Cuba e Manila nas Filipinas para dar um "golpe decisivo" contra a economia comercial da Espanha e forçá-los a negociar a paz.
Havana foi escolhida como alvo do ataque devido à sua importância como ponto de encontro da frota do tesouro espanhola e por sua infraestrutura militar, incluindo o Estaleiro Real de Havana, um dos três principais estaleiros de construção e reparo naval que a Espanha possui na região. Os britânicos partiram para Havana em 26 de maio de 1762, com a frota invasora capturando quatro navios de guerra espanhóis no antigo canal das Bahamas em 2 de junho.

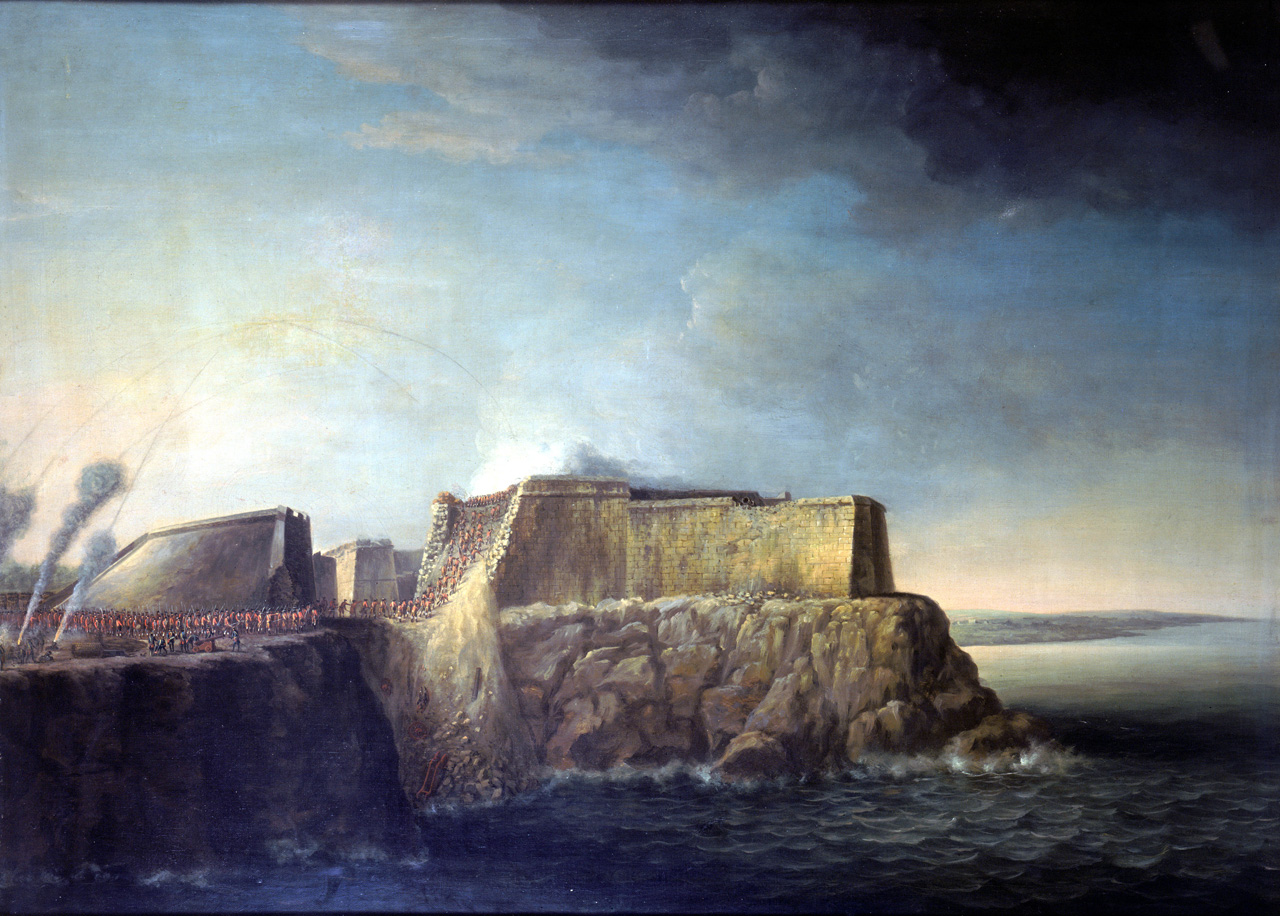
O assalto do Castelo de Morro pelas forças britânicas durante o cerco de Havana em julho de 1762.

O cerco de Havana começou em 6 de junho, com a cidade sendo defendida por uma muralha de circuito de 4,8km e fortes espalhados por ela e guarnecidos por soldados espanhóis e milicianos cubanos, enquanto o próprio porto era protegido por navios espanhóis ancorados ali. Durante o cerco, as forças britânicas foram reforçadas por soldados guarnecidos da América do Norte. Em agosto, os defensores de Havana enfrentaram escassez de mão de obra e munição necessárias para prolongar o cerco. Don Juan de Prado, capitão-geral de Cuba, rendeu Havana aos britânicos em 13 de agosto, iniciando uma ocupação de 11 meses. Havana, juntamente com Manila, foi devolvida no final da guerra em 1763, com a assinatura do Tratado de Paris.
Como resultado da paz, a Espanha foi forçada a ceder a Flórida espanhola aos britânicos, embora tenha recebido o território da Louisiana na Nova França como compensação. Nos anos seguintes à guerra, várias delegações nativas americanas da Flórida buscaram assistência de autoridades espanholas em Cuba para apoiar seu esforço de guerra contra os colonos britânicos. No entanto, estes pedidos foram recusados pelos responsáveis espanhóis em Cuba, uma vez que não tinham autoridade para os satisfazer e não teriam sido capazes de fornecer qualquer apoio contra os britânicos devido ao recente tratado de paz.

### Rebelião da Louisiana
Tensões entre os crioulos franceses dissidentes da Louisiana contra o recém-nomeado governador espanhol, Antonio de Ulloa, ocorreram nos anos seguintes à entrega do território aos franceses, e uma petição pela expulsão de Ulloa foi feita depois que ele introduziu regulamentações comerciais restritivas. Nicolas Chauvin de La Frénière, procurador-geral do território, desempenhou um papel crucial na mobilização dos comerciantes crioulos franceses contra as restrições comerciais da Espanha.
O governo espanhol, com o consentimento da corte real francesa, enviou o general Alejandro O'Reilly para reprimir a rebelião. O'Reilly chegou em 1769 com uma força de quase 2.000 homens, incluindo 240 milicianos cubanos. As forças de O'Reilly tomaram o controle de Nova Orleans sem derramamento de sangue e executaram Lafrénière e seus co-conspiradores. O'Reilly então instituiu diversas mudanças, incluindo novas restrições comerciais que fizeram de Havana o principal entreposto de comerciantes espanhóis e franceses em Nova Orleans e efetivamente tornaram o governador da Louisiana dependente de Cuba.

### Guerra Revolucionária Americana
Durante os primeiros anos da Guerra Revolucionária Americana, o Império Espanhol usou Havana como um porto para apoiar os revolucionários americanos, com as autoridades espanholas concedendo aos mercadores e embarcações associadas à revolução acesso ao comércio de Havana e tratando-os como uma "nação mais favorecida". Como Cuba tinha um suprimento substancial de prata mexicana disponível, normalmente usada para subsidiar as despesas administrativas e militares da ilha, o governo espanhol autorizou a transferência dessa prata de Havana para os revolucionários para ajudar a financiar sua guerra.
A Espanha entrou formalmente no conflito contra os britânicos em 1779, após a promulgação do Tratado de Aranjuez. Soldados cubanos lutaram ao lado de mexicanos, espanhóis, porto-riquenhos e dominicanos sob o comando do general Bernardo de Gálvez, até o norte da atual Michigan. As milícias cubanas participaram mais tarde na captura das Bahamas durante o crepúsculo do conflito em 1783, com os espanhóis atacando as Bahamas numa tentativa de obter algumas concessões territoriais dos britânicos durante as negociações de paz.
O conflito resultante levou ao crescimento das relações comerciais entre Cuba e os Estados Unidos, embora o comércio entre a emergente república americana e Cuba tenha cessado por um breve período após a guerra, entre 1783 e 1789, devido à apreensão das autoridades espanholas em relação ao crescimento destas relações comerciais durante a guerra e à ameaça percebida dos Estados Unidos contra as possessões territoriais da Espanha na América do Norte.

## Século XIX

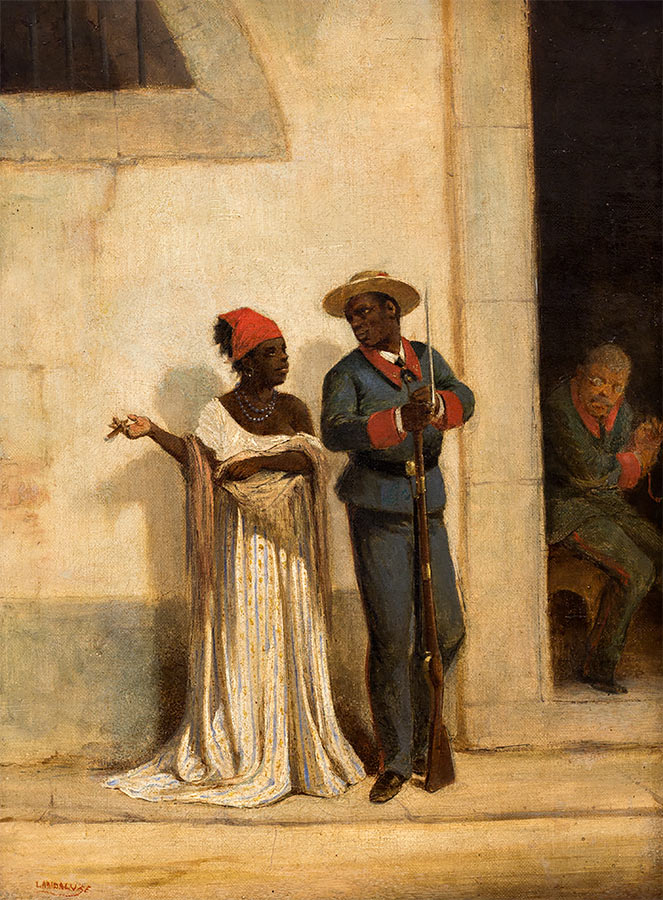
Soldado e mulata, pintura de Víctor Patrício de Landaluze.

Durante as guerras de independência hispano-americanas, um número significativo de soldados espanhóis estava baseado em Cuba, com a colônia sendo transformada em um centro para operações contra-revolucionárias espanholas. Uma grande guarnição espanhola de 15.000 a 20.000 soldados foi mantida em Cuba após o fim das guerras hispano-americanas pela independência.
Como resultado das guerras de independência em toda a América espanhola, as companhias de milícias organizadas de Cuba sofreram um declínio ao longo do século XIX. Em 1830, os soldados espanhóis constituíam a maioria dos batalhões armados de Cuba. A criação de uma força policial insular paga em 1851, semelhante à Guarda Civil espanhola, reduziu ainda mais a importância da milícia. Embora as unidades baseadas em Cuba fossem menos proeminentes no século XIX, várias unidades militares cubanas ainda prestavam serviço no exterior, com regimentos cubanos enviados à República Dominicana para apoiar a ocupação espanhola daquele país em 1861. No entanto, no início da Guerra dos Dez Anos, a milícia já não desempenhava um papel significativo nos exércitos do governo real cubano, com muitos desses milicianos formando a maior parte dos exércitos revolucionários.
O final do século XIX veria várias revoltas cubanas que culminariam na intervenção dos Estados Unidos e no fim do domínio colonial espanhol na América.

### Guerra dos Dez Anos

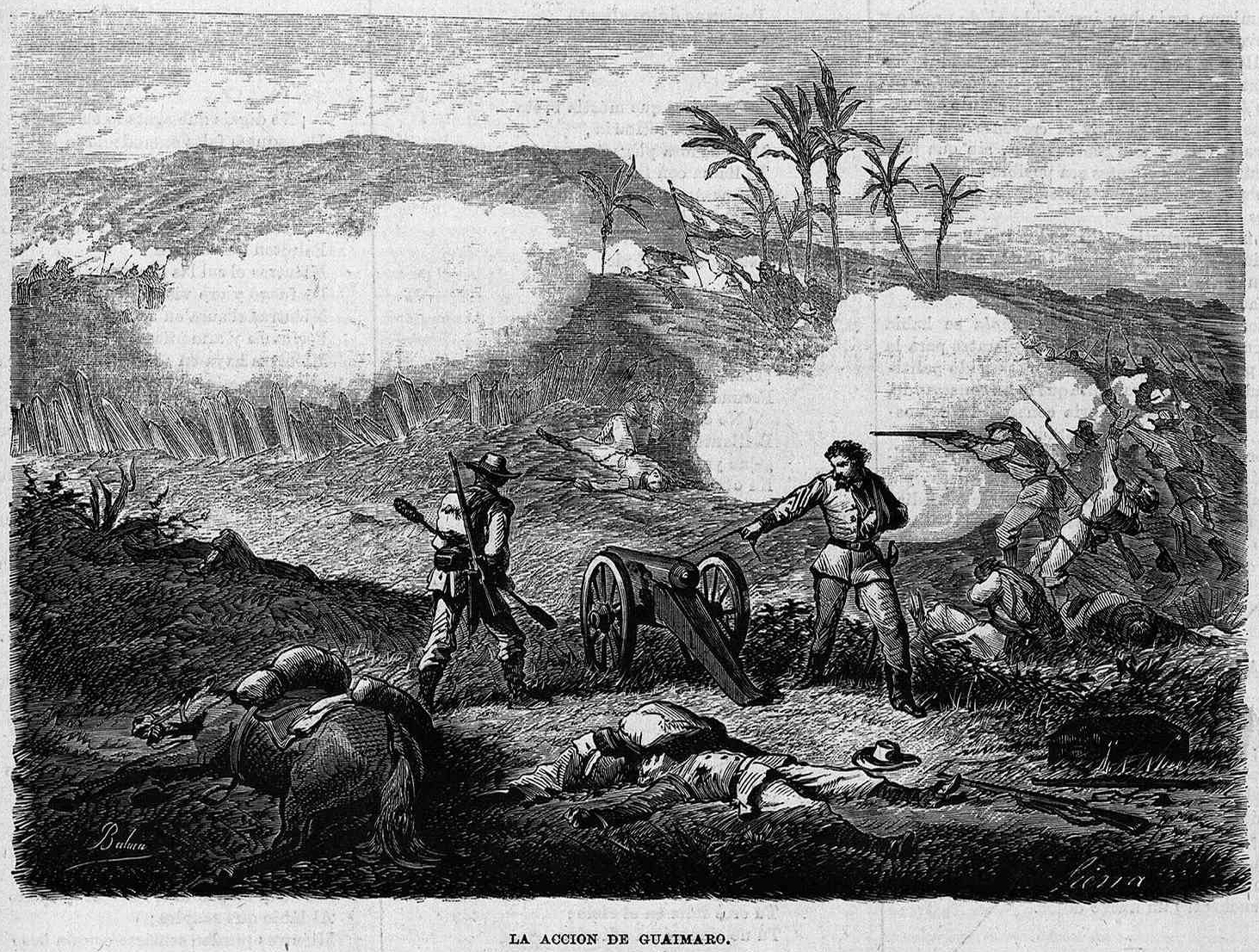
Representação de um confronto entre rebeldes cubanos e realistas espanhóis durante a Guerra dos Dez Anos.

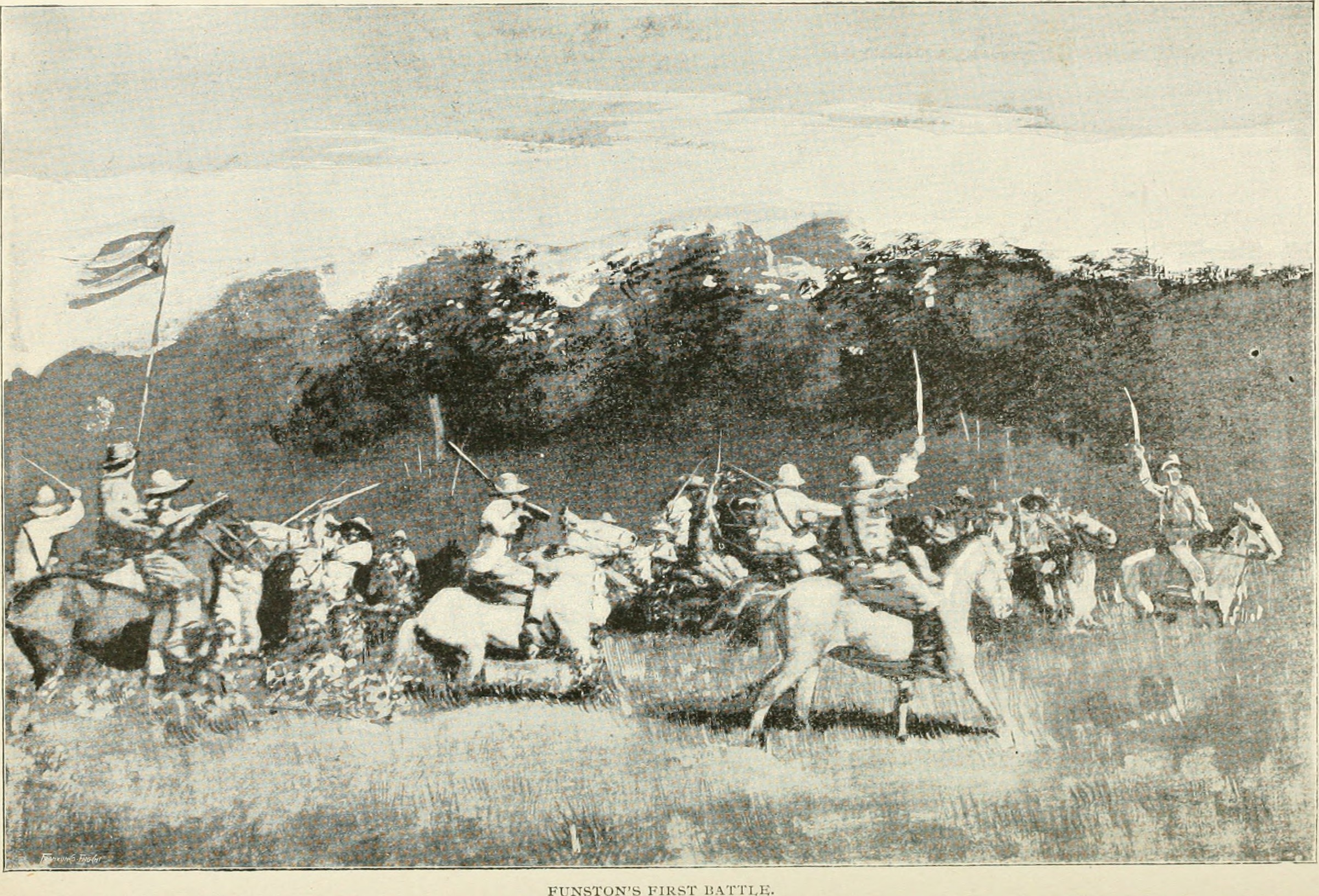
Representação pictórica de uma carga de cavalaria cubana durante a Guerra de Independência Cubana.

A Guerra dos Dez Anos (1868–78) foi a primeira das três guerras que Cuba travou contra a Espanha por sua independência. A Guerra dos Dez Anos começou quando Carlos Manuel de Céspedes e seus seguidores patriotas de sua usina de açúcar, La Demajagua, iniciaram uma revolta. Exilados dominicanos, incluindo Máximo Gómez, Luis Marcano e Modesto Díaz, juntaram-se ao novo Exército Revolucionário e forneceram seu treinamento e liderança iniciais. Com reforços e orientação dos dominicanos, os rebeldes cubanos derrotaram destacamentos espanhóis, cortaram linhas ferroviárias e ganharam domínio sobre vastas seções da porção oriental da ilha.
Em 19 de fevereiro de 1874, Gómez e outros 700 rebeldes marcharam para o oeste a partir de sua base oriental e derrotaram 2.000 tropas espanholas em El Naranjo. Os espanhóis perderam 100 mortos e 200 feridos, e os rebeldes um total de 150 mortos e feridos. A vitória rebelde mais significativa ocorreu na Batalha de Las Guásimas, que ocorreu de 16 a 20 de março de 1874. Durante a batalha, 2.050 rebeldes, liderados por Antonio Maceo e Máximo Gómez, derrotaram 5.000 tropas espanholas com 6 canhões. A batalha de cinco dias custou aos espanhóis 1.037 baixas e aos rebeldes 174 baixas.
Os espanhóis construíram uma linha fortificada (La Trocha) para impedir que Máximo Gómez se movesse para oeste a partir da província de Oriente; consistia em vários pequenos fortes, cercas de arame farpado e uma linha ferroviária paralela. Foi a maior fortificação espanhola no Novo Mundo. Gómez iniciou uma invasão ao oeste de Cuba em 1875; ele queimou 83 plantações ao redor de Sancti Spíritus em um período de seis semanas e libertou seus escravos. Entretanto, a grande maioria dos escravos e ricos produtores de açúcar da região não aderiram à revolta. Depois que seu general de maior confiança, o americano Henry Reeve, foi morto em 1876, a invasão acabou. A guerra terminou com a assinatura do Pacto de Zanjón. Os espanhóis perderam 27.000 soldados em batalha e outros 54.000 mortos por doenças. Os rebeldes sofreram 40.000 mortos e a ilha sofreu mais de 300 milhões de dólares em danos materiais.

### Guerra Chiquita
A Guerra Chiquita (1879–1880) foi uma rebelião arquitetada por Calixto García e ocorreu de agosto de 1879 até o final de 1880, quando foi reprimida pelas forças espanholas. Após o conflito, a Espanha forneceu representação a Cuba nas Cortes Gerais e aboliu a escravatura em 1886, embora as outras reformas prometidas nunca tenham sido materializadas.

### Guerra da Independência de Cuba

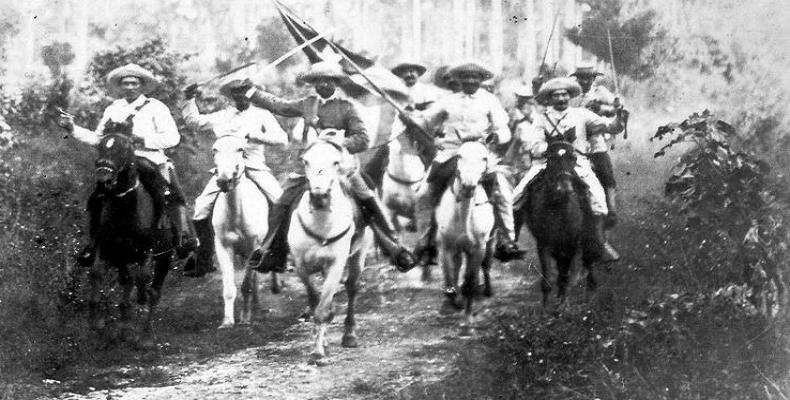
Carga de cavalaria do Tenente-General Antonio Maceo durante a Batalha de Ceja del Negro, em 1896.

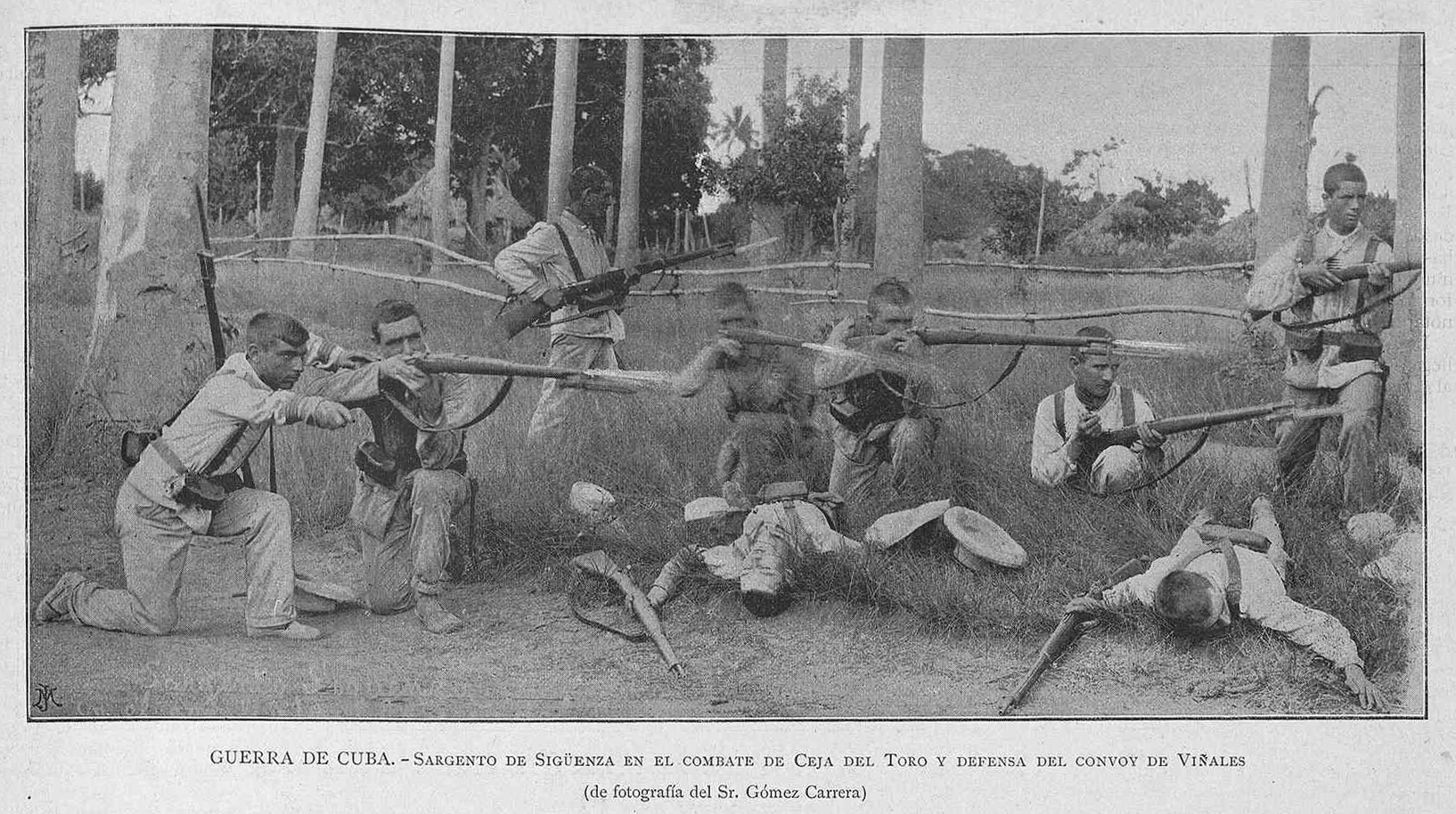
Guerra de Cuba. Sargento de Sigüenza no combate de Ceja del Toro e defesa do comboio de Viñales. Soldados cubanos posando em 1897.

A Guerra da Independência de Cuba começou em 1895, impulsionada pelas dificuldades econômicas e pela crescente agitação depois que a Espanha impôs novos impostos e restrições comerciais após cancelar um acordo comercial entre Cuba e os Estados Unidos. Os primeiros líderes cubanos da revolução incluíram Calixto García, José Martí, Máximo Gómez y Báez e Antonio Maceo. O escritor José Martí morreu no início da revolução, tornando-se um mártir e herói nacional, com Máximo Gómez e Antonio Maceo liderando uma campanha de guerrilha, assumindo o controle do leste de Cuba. Em setembro de 1895, declararam a República de Cuba e lançaram uma ofensiva com o objetivo de tomar as províncias ocidentais. A Espanha respondeu à insurgência enviando 100.000 soldados para Cuba em 1895.
Em janeiro de 1896, os insurgentes conquistaram o controle da maior parte da ilha, levando a Espanha a nomear o General Valeriano Weyler como o novo governador de Cuba. Weyler implementou uma dura política de "reconcentração", forçando centenas de milhares de cubanos a viver em campos de concentração superlotados em cidades. Lá, dezenas de milhares morreram de fome e doenças. Apesar desses esforços, os rebeldes continuaram a controlar a maior parte da zona rural. Weyler foi finalmente chamado de volta em 1897 e o governo espanhol ofereceu autonomia.

#### Entrada americana

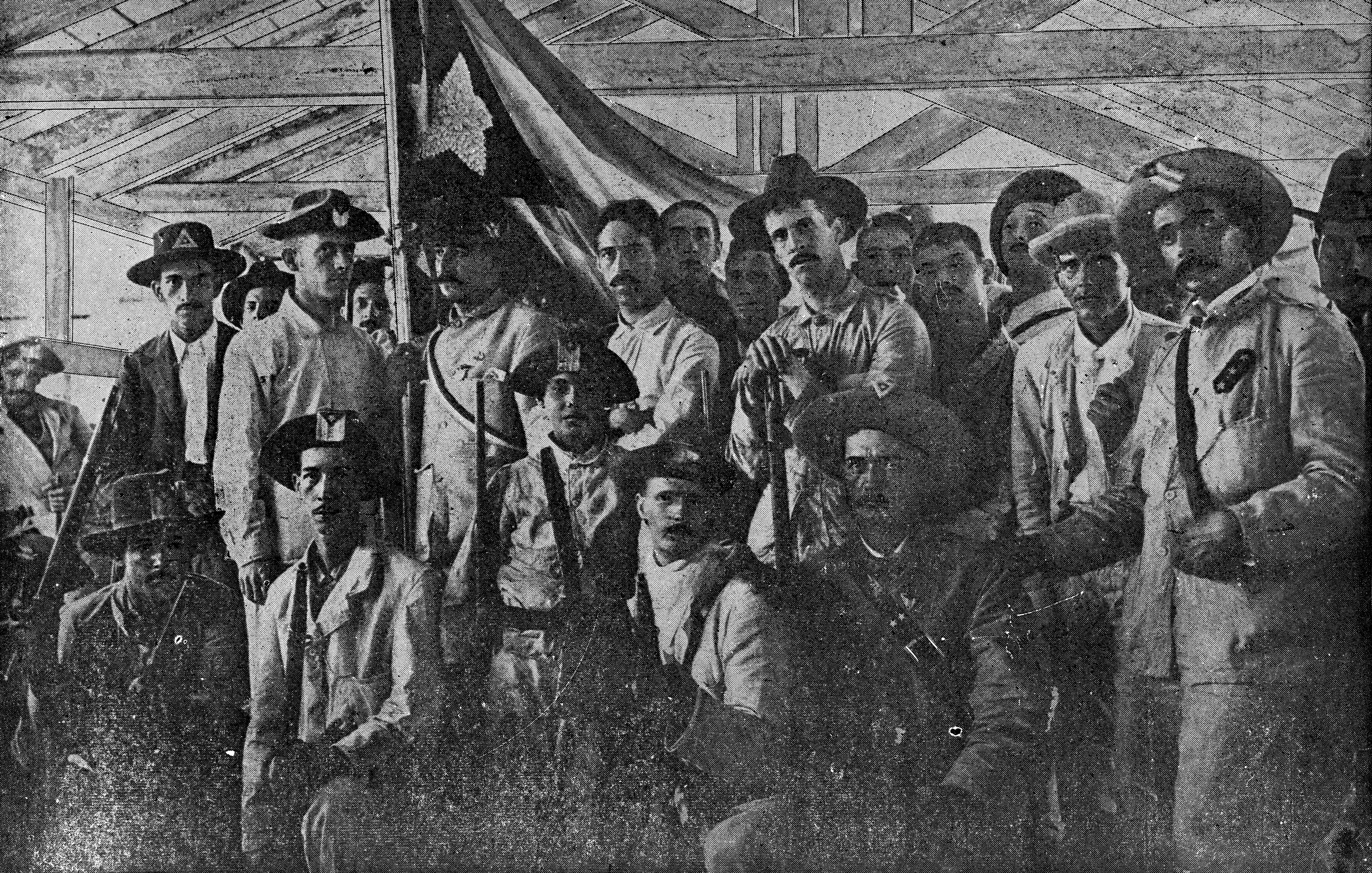
Voluntários cubanos durante a Guerra Hispano-Americana.

A Guerra Hispano-Americana de 1898 foi uma grande guerra travada pelos Estados Unidos e pelo Reino da Espanha nos territórios espanhóis de Cuba, Porto Rico e Filipinas. A guerra durou 10 semanas e foi desencadeada com o naufrágio do USS Maine no porto de Havana. Rebeldes cubanos lutaram ao lado das tropas americanas durante toda a guerra na ilha cubana.
De 22 a 24 de junho, o V Corpo americano sob o comando do General William R. Shafter desembarcou em Daiquirí e Siboney, a leste de Santiago, e estabeleceu uma base de operações americana. Um contingente de tropas espanholas, tendo lutado uma escaramuça com os americanos perto de Siboney em 23 de junho, retirou-se para suas posições levemente entrincheiradas em Las Guásimas. Uma vanguarda de forças americanas sob o comando do ex-general confederado Joseph Wheeler ignorou os grupos de reconhecimento cubanos e as ordens para prosseguir com cautela. Eles alcançaram e enfrentaram a retaguarda espanhola de 1.500 soldados liderados pelo General Antero Rubín, que efetivamente os emboscou, na Batalha de Las Guasimas em 24 de junho. Os americanos perderam 16 mortos e 52 feridos. Os espanhóis perderam 12 mortos e 24 feridos. Em 1º de julho, uma força de 15.065 soldados americanos em regimentos regulares de infantaria e cavalaria atacou 1.320 espanhóis entrincheirados em perigosos ataques frontais no estilo da Guerra de Secessão na Batalha de El Caney e na Batalha de San Juan Hill, nos arredores de Santiago, que custaram aos americanos 225 mortos em combate, 1.384 feridos em combate e 72 desaparecidos em combate. Em todos os locais de batalha em 1º de julho, os espanhóis perderam 215 mortos, 376 feridos e 200 capturados.
Após as batalhas de San Juan Hill e El Caney, o avanço americano foi interrompido. As tropas espanholas defenderam com sucesso o Forte Canosa, o que lhes permitiu estabilizar sua linha e bloquear a entrada de Santiago. Os americanos e cubanos iniciaram um cerco à cidade à força. Durante as noites, as tropas cubanas cavavam séries sucessivas de "trincheiras" (parapeitos elevados) em direção às posições espanholas. Uma vez concluídos, esses parapeitos foram ocupados por soldados americanos e uma nova série de escavações era iniciada. As forças espanholas se renderam em 17 de julho. No Tratado de Paris, a Espanha renunciou à sua soberania sobre Cuba sem nomear um país receptor. Cuba então estabeleceu seu próprio governo civil, o qual foi reconhecido pelos Estados Unidos como o governo legal de Cuba após o anúncio do fim da jurisdição do Governo Militar dos Estados Unidos (USMG) sobre a ilha em 20 de maio de 1902. Esta data é comemorada como o dia da Independência da República de Cuba.

## Século XX

### Segunda Guerra Mundial
Cuba entrou na Segunda Guerra Mundial em dezembro de 1941. A Marinha Cubana realizou escoltas de comboios e patrulhas antissubmarino durante a Batalha do Caribe. Apesar de seu pequeno tamanho, a Marinha Cubana rapidamente desenvolveu uma reputação de ser extremamente eficiente. O sucesso mais notável das forças cubanas foi o afundamento do submarine alemão U-176 por um esquadrão de caçadores de submarinos cubanos. Seis navios mercantes cubanos foram afundados por submarinos alemães no conflito e 79 marinheiros cubanos foram mortos.

### Golpe de 1952
O homem forte militar Fulgencio Batista deu um golpe-de-estado em 10 de março de 1952, removendo Carlos Prío Socarrás do poder. Os cubanos em geral ficaram atordoados, mas relutantes em lutar. Batista criou um conselho consultivo composto por personalidades políticas flexíveis de todos os partidos, que o nomearam presidente meses antes das eleições de 1952. As tendências democráticas e trabalhistas passadas de Batista e o medo de outro episódio de violência sangrenta lhe renderam um apoio tênue dos banqueiros e do líder da principal confederação trabalhista.

### A Revolução Cubana

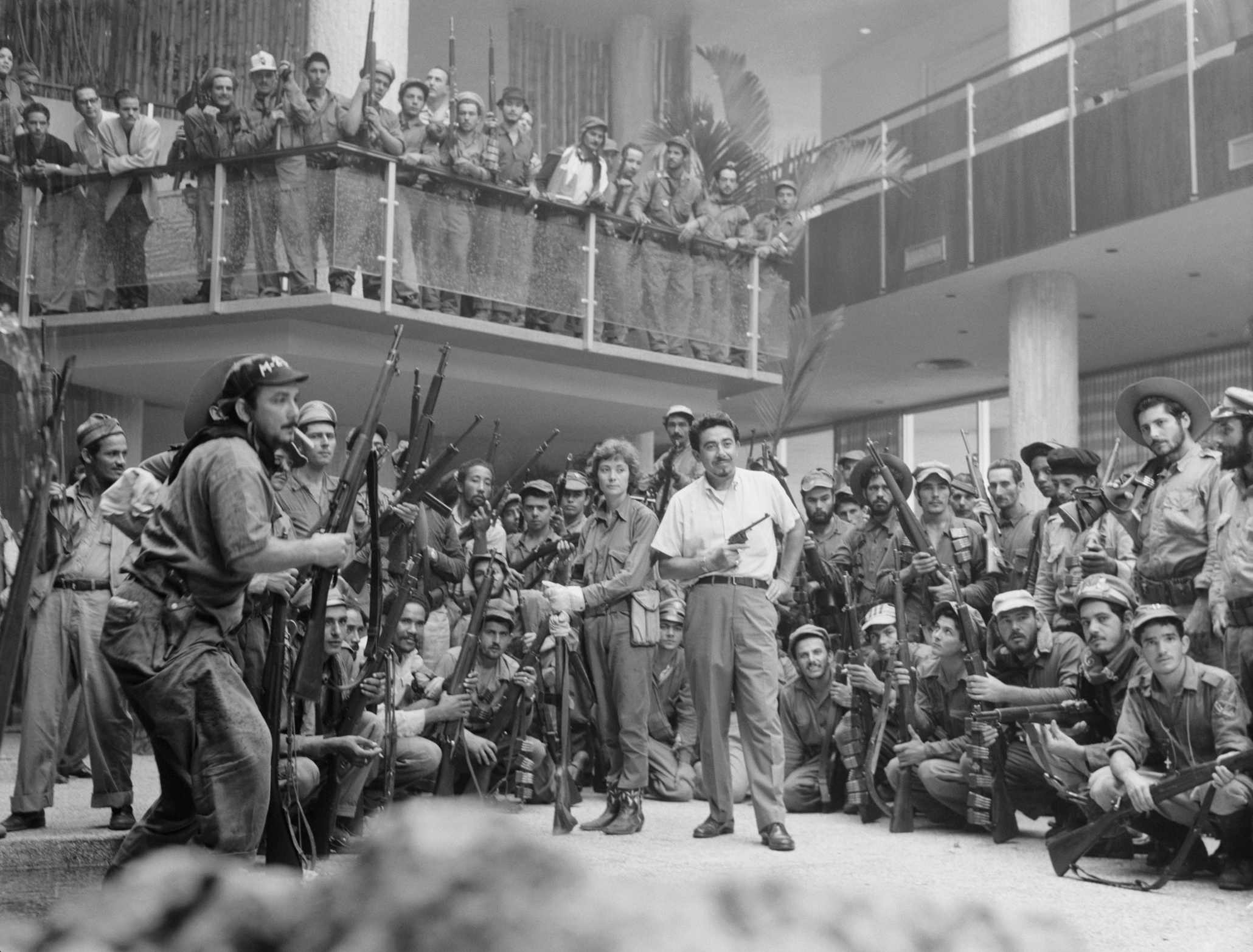
Soldados rebeldes cubanos no saguão do Havana Hilton, janeiro de 1959.

A Revolução Cubana começou como uma revolta que resultou na derrubada do governo de Fulgencio Batista em 1º de janeiro de 1959 por Fidel Castro e outros elementos revolucionários no país. A Revolução começou em 26 de julho de 1953, quando um grupo de guerrilheiros armados atacou o Quartel Moncada. De 1956 a 1959, Castro e suas forças realizaram ataques bem-sucedidos às guarnições de Batista nas montanhas da Sierra Maestra. Che Guevara e Raúl Castro ajudaram a consolidar o controle político rebelde nas florestas e montanhas por meio de luta de guerrilha, construindo confiança com os camponeses e punindo severamente traidores e informantes. Os rebeldes irregulares e mal-armados perseguiram as forças de Batista nas florestas e montanhas da Província de Oriente.
As tropas de Batista foram derrotadas pelos combatentes fidelistas na pequena Batalha de La Plata (11 a 21 de julho de 1958). Embora o Exército Constitucional tenha obtido uma vitória na Batalha de Las Mercedes (29 de julho a 8 de agosto de 1958), o comandante do exército, Eulogio Cantillo, aceitou uma trégua e permitiu que os rebeldes escapassem de volta para as montanhas da Sierra Maestra. À medida que os rebeldes emergiam da Sierra Maestra em direção a áreas mais populosas, eles apreenderam quantidades significativas de granadas de mão e 200 carabinas Cristóbal de fabricação dominicana; essas se tornaram as armas padrão dos rebeldes. O golpe final no governo de Batista ocorreu durante a Batalha de Yaguajay (19 a 30 de dezembro de 1958). Depois de sofrer uma derrota crucial na Batalha de Santa Clara, Fulgencio Batista fugiu do país e Fidel Castro assumiu o poder após uma marcha triunfal ao redor do país, entrando em Havana no dia 1º de janeiro de 1959.

### Tentativa de invasão da República Dominicana
As intervenções militares cubanas no exterior começaram em 14 de junho de 1959 com uma tentativa de invasão da República Dominicana, então governada pelo Generalíssimo Rafael Trujillo, por um grupo misto de soldados cubanos e irregulares dominicanos treinados em Cuba. A força expedicionária foi massacrada poucas horas depois de ter desembarcado.
Fidel Castro temia um possível ataque da República Dominicana e estava determinado a adquirir aviões a jato como medida preventiva: a capacidade de Cuba de repelir um ataque aéreo era muito precária, já que os dominicanos possuíam 40 aviões a jato, enquanto Cuba tinha apenas um. A Força Aérea Dominicana tinha a capacidade teórica de alcancar e bombardear Havana em 3 horas.

### Rebelião do Escambray
Grupos militantes anti-Castro, financiados por exilados, pela Agência Central de Inteligência (CIA) e pelo governo dominicano de Rafael Trujillo, realizaram ataques armados e estabeleceram bases de guerrilha nas Montanhas do Escambray. Isso levou a uma rebelião fracassada, que durou mais e envolveu mais soldados do que a Revolução Cubana. Cerca de 1.000 famílias foram expulsas à força da zona rural do Escambray, deixando os rebeldes sem seu habitat para sustentá-los; os homens caçados foram enviados para prisões ou executados após o julgamento.

### Invasão da Baía dos Porcos

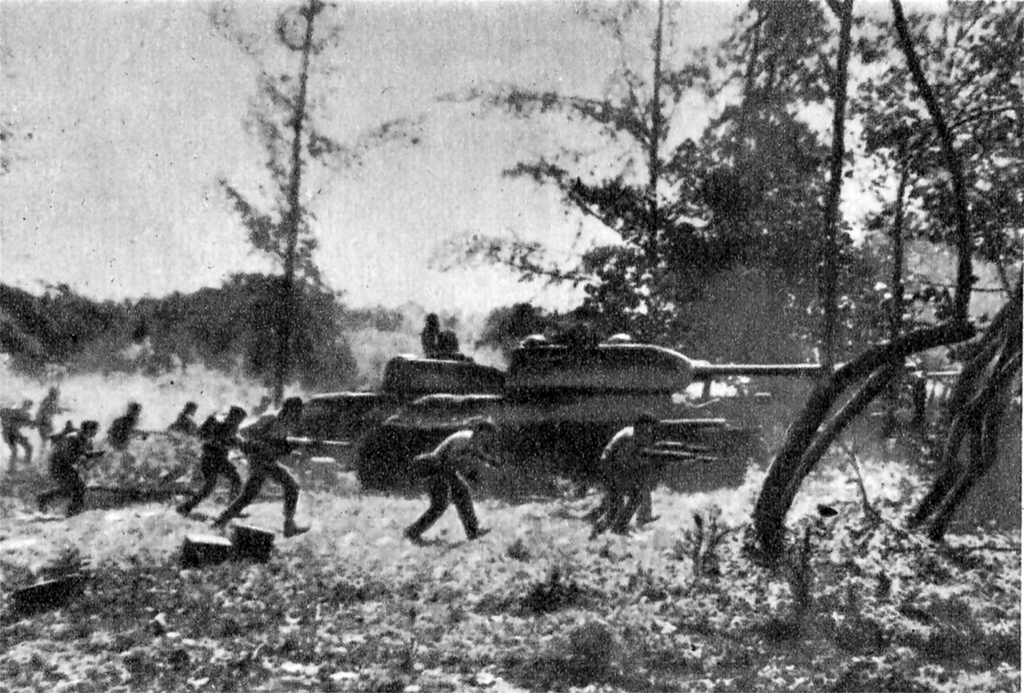
Contra-ataque das Forças Armadas Revolucionárias Cubanas durante a invasão da Baía dos Porcos.

A Invasão da Baía dos Porcos, conhecida como a Batalha de Girón em Cuba, foi uma tentativa mal-sucedida de uma força de exilados cubanos, a Brigada de Assalto 2506, a qual foi treinada pela CIA, de invadir o sul de Cuba com o apoio das forças armadas dos EUA para derrubar o governo cubano de Fidel Castro. O plano foi lançado em abril de 1961, menos de três meses depois de John F. Kennedy assumir a presidência dos Estados Unidos. As forças armadas cubanas, treinadas e equipadas pelas nações do Bloco Oriental, derrotou os combatentes exilados em três dias. As más relações cubano-americanas foram exacerbadas no ano seguinte pela Crise dos Mísseis de Cuba.

### Crise dos mísseis de Cuba

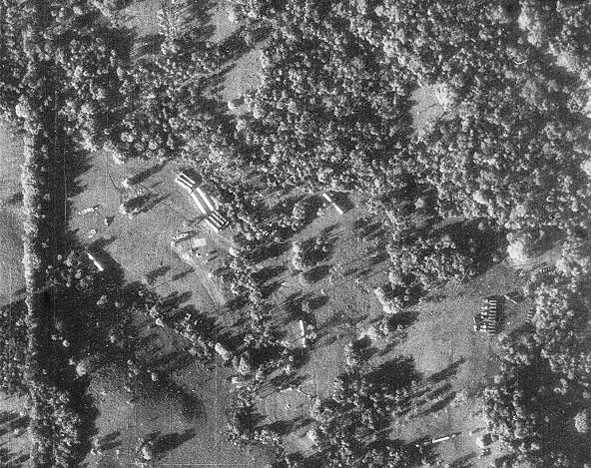
Uma foto de reconhecimento aéreo de Cuba, mostrando mísseis nucleares soviéticos com seus equipamentos de manutenção. A presença deles atuou como um catalisador para a Crise dos Mísseis de Cuba.

A Crise dos mísseis de Cuba - "Crise de Outubro" em Cuba - foi um confronto entre os Estados Unidos e a União Soviética sobre mísseis nucleares que foram instalados em Cuba e na Turquia. Os mísseis russos foram colocados tanto para proteger Cuba de novos ataques dos Estados Unidos após a fracassada invasão da Baía dos Porcos, quanto em resposta ao desdobramento de mísseis Thor com ogivas nucleares pelos EUA na fronteira soviética na Turquia.
A situação chegou ao ponto crítico quando imagens de reconhecimento aéreo dos EUA revelaram instalações de mísseis nucleares soviéticos na ilha, e terminou quatorze dias depois, quando os americanos e os soviéticos concordaram em desmantelar suas instalações, e os americanos concordaram em não invadir Cuba.

### Crise do Congo
A Crise do Congo foi um período de turbulência na República do Congo que começou com a independência nacional da Bélgica e terminou com a tomada do poder por Joseph Mobutu. Durante a Crise do Congo, uma expedição cubana liderada por Che Guevara treinou os rebeldes Simbas para lutar contra o fraco governo central de Joseph Kasa-Vubu e as forças de Mobutu Sese Seko. Esta seria a primeira ação militar de Cuba na África. A rebelião fracassou, levando a missão cubana a se retirar.

### Guerra das Areias
Em 1963, Cuba ajudou a Argélia na Guerra das Areias contra o Reino do Marrocos. Cuba enviou 300–400 tropas de tanques e cerca de 40 tanques T-34 de fabricação russa, os quais entraram em combate.

### Guerra de Independência da Guiné-Bissau
Cerca de 40 a 50 cubanos lutaram contra Portugal na Guiné-Bissau todos os anos, desde 1966 até à independência em 1974; vários cubanos foram mortos em campanha pelas tropas portuguesas.

### Campanha da Bolívia

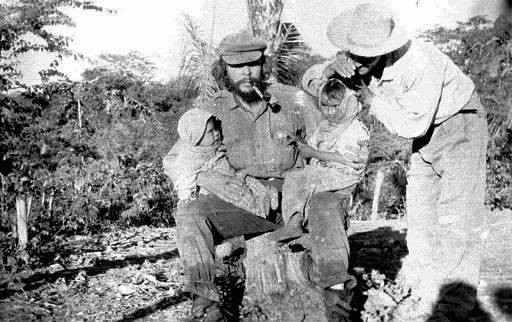
Che Guevara pouco antes de sua morte na Bolívia. Durante a década de 1960, Cuba começou a apoiar uma insurgência comunista no país.

Durante a década de 1960, o Exército de Libertação Nacional iniciou uma insurgência comunista na Bolívia. O Exército de Libertação Nacional foi criado e financiado por Cuba e liderado por Che Guevara.
O Exército de Libertação Nacional foi derrotado e Che Guevara foi capturado pelo governo boliviano auxiliado pela Agência Central de Inteligência (CIA) dos Estados Unidos. As Forças Especiais Bolivianas foram informadas da localização do acampamento guerrilheiro de Guevara pelos fazendeiros locais e, em 8 de outubro de 1967, o acampamento foi cercado e Ernesto Che Guevara foi capturado, e posteriormente executado pelas forças bolivianas.

### Guerra da Eritreia
Os cubanos treinaram os eritreus, mas depois, em uma reviravolta política, treinaram as forças marxistas etíopes que lutavam contra os eritreus.

### Oriente Médio
Cuba enviou 2.000 soldados para apoiar as forças sírias que lutavam contra Israel durante a Guerra de Atrito (novembro de 1973 a maio de 1974) que se seguiu à Guerra do Yom Kippur (outubro de 1973). Unidades de tanques cubanos se envolveram em duelos de artilharia com os israelenses nas Colinas de Golã. Os números precisos de baixas cubanas são desconhecidos.

### Intervenção cubana em Angola

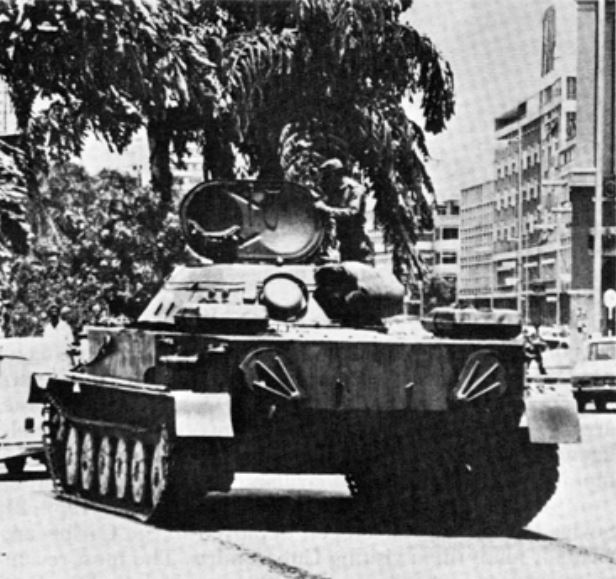
Um tanque PT-76 de fabricação soviética e tripulado por cubanos em Luanda, 1976.

Entre 1975 e 1991, as forças armadas cubanas deram apoio ao movimento de esquerda angolano MPLA em uma série de guerras civis. Durante esses conflitos, o MPLA saiu vitorioso devido, em grande parte, à ajuda substancial recebida de Cuba.
A Guerra de Independência de Angola foi uma luta pelo controle de Angola entre movimentos guerrilheiros e a autoridade colonial portuguesa. Cuba forneceu aos rebeldes do Movimento Popular de Libertação de Angola (MPLA) armas e soldados para lutar. Os militares cubanos lutariam ao lado do MPLA em grandes batalhas.
A Guerra Civil Angolana foi uma guerra civil de 27 anos que devastou Angola após o fim do domínio colonial português em 1974. O conflito foi travado pelo MPLA contra a UNITA e a Frente Nacional de Libertação de Angola (FNLA). O MPLA foi auxiliado por Cuba e pela União Soviética, e a UNITA e a FNLA foram apoiadas pela África do Sul, Estados Unidos e Zaire. Tornou-se o conflito mais longo da África. As forças cubanas foram fundamentais na derrota das tropas sul-africanas e zairenses. As forças cubanas também derrotaram os exércitos da FNLA e da UNITA na guerra convencional e estabeleceram o controle do MPLA sobre a maior parte de Angola.

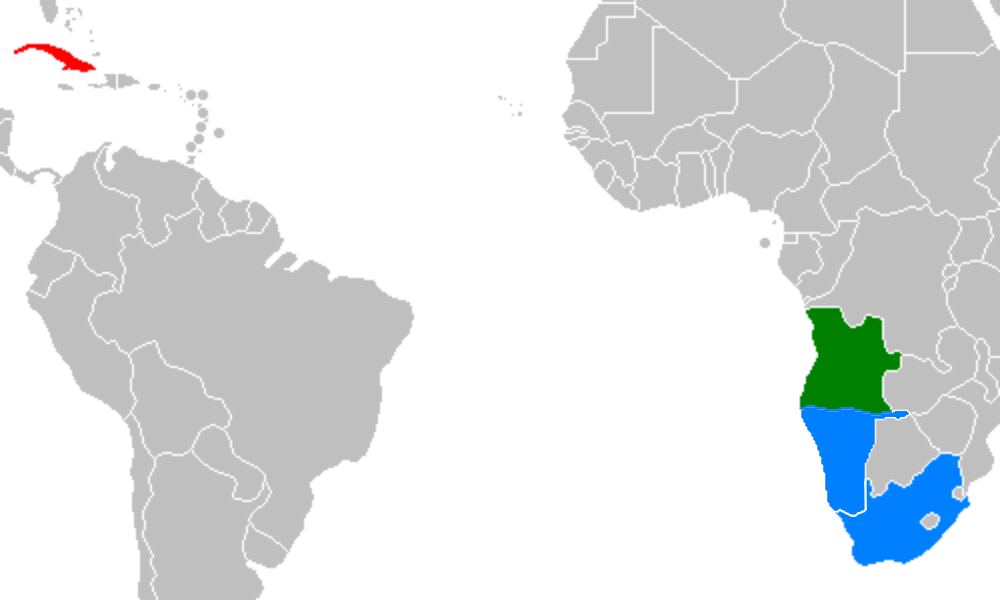
Localização de Cuba (vermelho), Angola (verde) e África do Sul (azul). A Namíbia também está em azul, mas demarcada do resto da África do Sul, pois estava sob controle sul-africano desde 1915, e as forças sul-africanas usaram a Namíbia como base para entrar em Angola.

Em 1987-88, a África do Sul enviou novamente forças militares para Angola, e várias batalhas inconclusivas foram travadas entre as forças cubanas e sul-africanas, culminando na Batalha de Cuito Cuanavale. Cuba, Angola e África do Sul assinaram o Acordo Tripartite em 22 de dezembro de 1988, no qual Cuba concordou em retirar tropas de Angola em troca da retirada dos soldados da África do Sul de Angola e do Sudoeste Africano. Cuba sofreu até 18.000 baixas (2.000-3.000 mortos e 15.000 feridos) durante a intervenção angolana. As forças regulares sul-africanas podem ter sofrido apenas 1.000 mortos, excluindo perdas entre unidades paramilitares e outras formações irregulares.
Angola pagou um custo enorme pelo conflito: 800.000 mortos, 4 milhões de refugiados, uma infra-estrutura rural e uma economia praticamente destruídas, a maioria da população empobrecida, quase dois milhões de pessoas a enfrentar a fome e as violações dos direitos humanos a tornarem-se a norma. Centenas de milhares de minas antipessoal foram colocadas em todo o país e ainda estão no local, causando milhares de mortes e mutilando 70.000 pessoas.

### Guerra de Ogaden
A Guerra de Ogaden foi um conflito entre a Somália e a Etiópia entre 1977 e 1978. Conflitos eclodiram na região de Ogadênia quando a Somália tentou anexá-la. Quando a União Soviética começou a apoiar o governo do Derg etíope em vez do governo somali, outras nações comunistas seguiram o exemplo. No final de 1977, o exército cubano mobilizou 16.000 soldados de combate, além de aeronaves, para apoiar o governo do Derg e os conselheiros militares da URSS na região.
Em março de 1978, após meses de guerra de tanques, uma força combinada de tropas etíopes e cubanas (lideradas por oficiais russos e cubanos) repeliu o inimigo. O exército somali, que tinha sofrido duramente com a artilharia cubana e os ataques aéreos, foi destruído como força de combate. As perdas cubanas foram de 160 mortos, 11 tanques e 3 aviões.

### Invasão de Granada

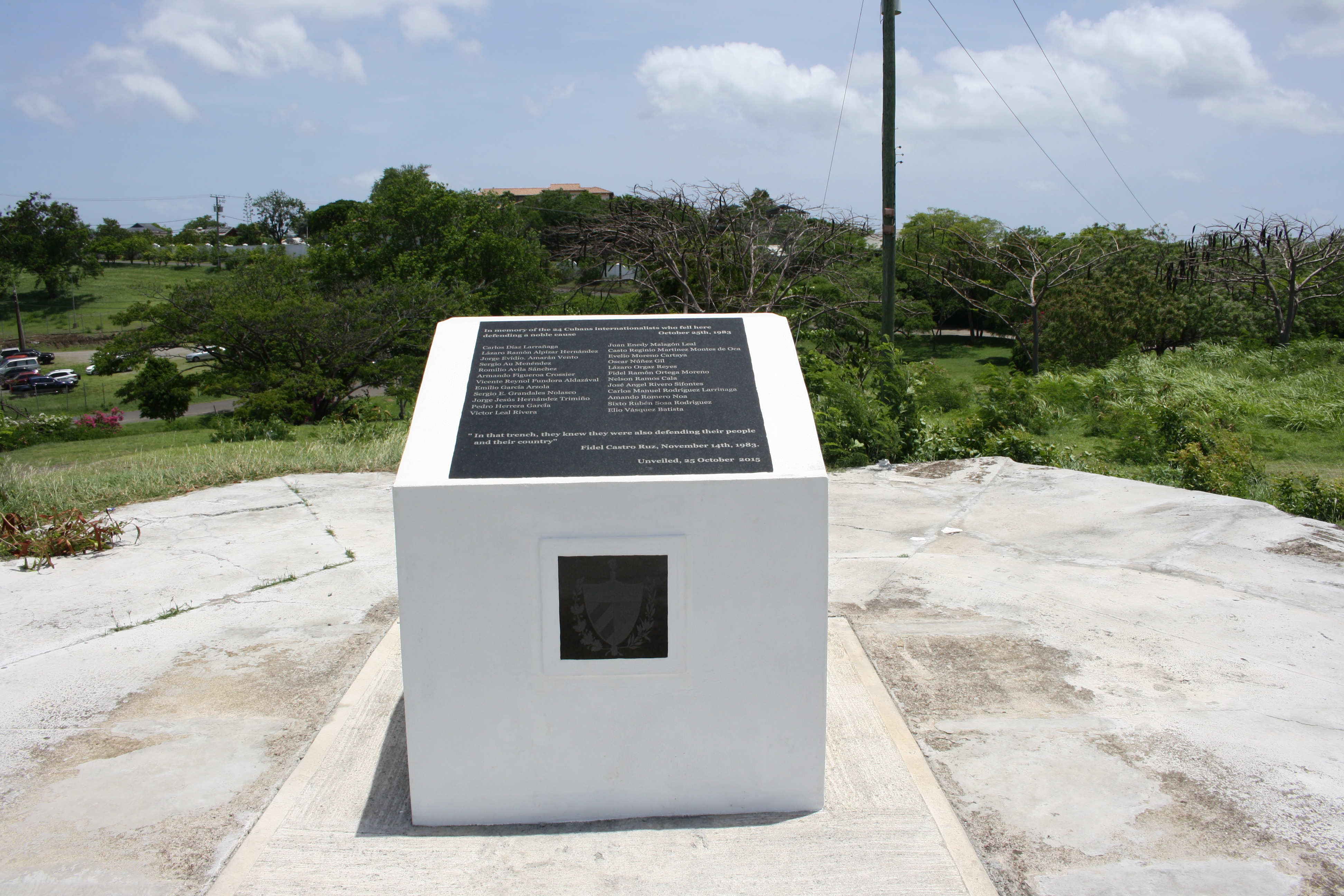
Um memorial de guerra para homenagear os cubanos mortos durante a invasão de Granada pelos Estados Unidos.

Uma contagem de 748 trabalhadores cubanos (todos, exceto 43, eram trabalhadores da construção civil) estava presente em Granada na época da invasão de Granada pelos Estados Unidos em 1983, sendo todos reservistas do exército. Cuba esteve envolvida na construção de um aeroporto civil em Saint John, em Granada. As perdas cubanas durante o conflito foram de 24 mortos (dos quais apenas 2 eram soldados profissionais), 59 feridos e 606 feitos prisioneiros (mais tarde repatriados para Cuba). Em 2008, o Governo de Granada anunciou a construção de um monumento em homenagem aos cubanos mortos durante a invasão, o qual foi inaugurado em 27 de outubro de 2017 no Mausoléu no Aeroporto Internacional Maurice Bishop, em Point Salines, St. George, em Granada.

### Guerra Civil Salvadorenha
A Guerra Civil Salvadorenha foi travada pelo governo de El Salvador contra vários rebeldes de esquerda. O conflito foi marcado por repressão cruel e crimes de guerra contra civis, tal como o massacre de El Mozote. Cuba forneceu armas e conselheiros aos rebeldes.

### Guerra Civil da Nicarágua
Durante a revolução sandinista e a Guerra Civil seguinte, Cuba deu apoio ao governo sandinista de Daniel Ortega. O governo sandinista estava lutando contra os rebeldes apoiados pelos americanos, os Contras. O conflito terminou com a eleição presidencial de 1990, onde Ortega perdeu para Violeta Barrios de Chamorro.